# Bishop's Stortford F.C.
Bishop's Stortford FC là một câu lạc bộ bóng đá có trụ sở tại Bishop's Stortford, Hertfordshire, Anh. Đội bóng hiện thi đấu tại National League North và có sân nhà ở Woodside Park.

## Danh hiệu
- FA Amateur Cup
  - Nhà vô địch mùa giải 1974[2]
- FA Trophy
  - Nhà vô địch mùa giải 1981[3]
- Stansted & District League
  - Nhà vô địch các mùa giải 1910–11, 1912–13, 1919–20[4]
- Saffron Walden & District League
  - Nhà vô địch các mùa giải 1911–12, 1912–13, 1913–14[4]
- East Herts League
  - Nhà vô địch Division One mùa giải 1919–20[4]
- Spartan League
  - Nhà vô địch Division Two East mùa giải 1931–32[4]
- Delphian League
  - Nhà vô địch mùa giải 1954–55[3]
- Athenian League
  - Nhà vô địch Premier Division mùa giải 1969–70[3]
  - Nhà vô địch Division One mùa giải 1965–66[3]
- Isthmian League
  - Nhà vô địch Division One các mùa giải 1980–81, 1993–94<ref name=FCHD>
- Herts Senior Cup
  - Nhà vô địch các mùa giải 1932–33, 1958–59, 1959–60, 1963–64, 1970–71, 1972–73, 1973–74, 1975–76, 1986–87, 2005–06, 2009–10, 2011–12
- London Senior Cup
  - Nhà vô địch mùa giải 1973–74